# Moerenuma-Park

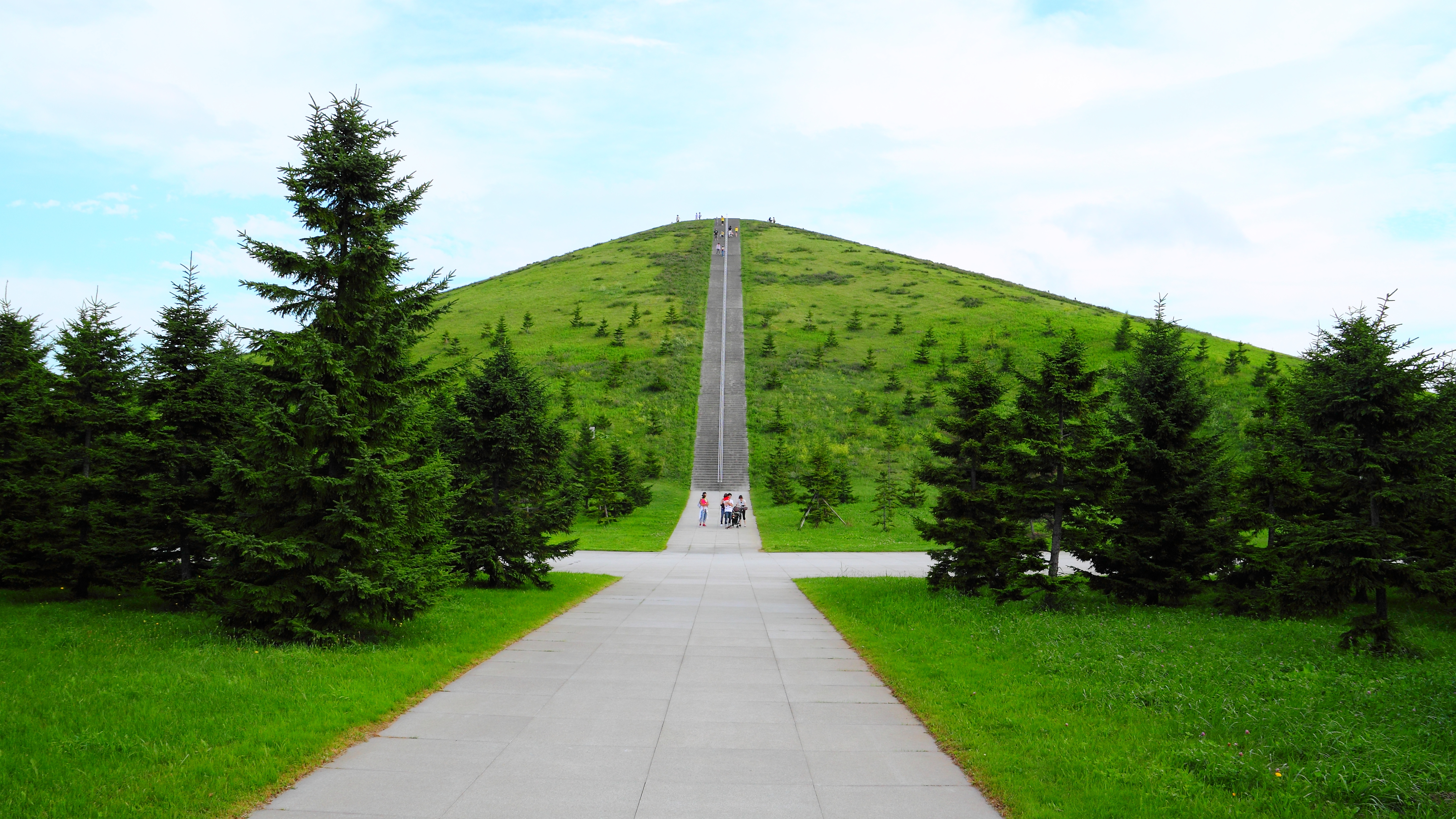
Moere-yama im Morenuma-Park

Der Moerenuma-Park (japanisch モエレ沼公園, Moerenuma Kōen) ist eine etwa 104 ha große japanische Parkanlage im Stadtbezirk Higashi-ku in Sapporo, in der Kunst und Natur miteinander verschmelzen. Die Konzeption und der Entwurf des Parks stammen vom Architekten und Skulpturkünstler Isamu Noguchi. Die Bauarbeiten begannen 1982. Der breiten Öffentlichkeit zugänglich gemacht wurde der Park 2005 durch eine große Eröffnungsfeier. Der Park folgt dem von Noguchi vorgegebenen Thema „ein Ganzes aus einzelnen Skulpturen zu schaffen“ (全体をひとつの彫刻作品とする). Die Gestaltung des Parks ist damit auf die Synthese von Kunst und Natur ausgelegt. Der Park ist als Grüngürtel konzipiert und wird mit erneuerbarer Energie versorgt.

## Baugeschichte
Die Bauarbeiten für den Park begannen bereits 1978. Von 1979 bis 1990 wurde zunächst eine Gesamtfläche von 71,2 ha um 2,37 Millionen Tonnen Schutt und Abfall beräumt. Der ursprüngliche Plan war das Sumpfland auf dem Baugrund zu erhalten und einen öffentliche Parkanlage mit einem botanischen Garten und einem Baseballstadion zu bauen. Diese Idee lässt sich auch am Namen des Parks ersehen, denn der Namensbestandteil numa bezeichnet im Japanischen einen Sumpf oder morastigen Teich. Der Namensbestandteil Moere ist der Ainu-Sprache entlehnt. Das Ainu-Wort Moireppe bezeichnet eine stille Wasseroberfläche oder ruhig fließendes Wasser.
1983 wurden rund 1800 Kirschbäume (Sakura) gepflanzt. 1988 kamen Unternehmer aus Sapporo auf die Idee Playgrounds zu errichten. Daher wurde der amerikanisch-japanische Architekt Isamu Noguchi hinzugezogen, der das Baugelände im März besuchte. Er entwarf einen Plan zur Gestaltung des Parks, die vorsah den Schutt, der bei der Beräumung anfiel, für die Baumaßnahmen wiederzuverwenden. Damit war das maßgebliche Thema des Parks eine Synthese aus Kunst und Natur zu schaffen, geboren. Im gleichen Jahr wurde anlässlich des Geburtstags von Noguchi im November die Planung bekannt gegeben und anhand eines Modells im Maßstab 1:2000 verdeutlicht. Trotz des plötzlichen Todes von Noguchi einen Monat später im Dezember 1988 hielt die Stadt Sapporo an seiner Planung fest und setzte sie um.
In den folgenden Jahren wurde nach und nach Teil des Parkgeländes fertiggestellt und für den Publikumsverkehr geöffnet: 1993 der erste Playground, 1995 Tennisplätze, 1998 der Play Mountain, der Tetra Mound und die Musikhalle. Anlässlich des zehnten Todestages von Noguchi 1998 waren 70 % des Parkgeländes nach seinen Plänen fertiggestellt. 2003 folgten die Glaspyramide Hidamari, ein Jahr später der More-yama und abschließend 2005 die Meerfontäne. Im gleichen Jahr wurde der fertiggestellte Morenuma-Park mit einer großen Feier offiziell eröffnet.

## Bauwerke und Einrichtungen
Hidamari Glaspyramide
Die Glaspyramide bildet mit einer Höhe von 32,3 m das kulturelle Zentrum des Parks. Es handelt sich um ein vollverglastes Gebäude mit einer Gesamtfläche von 5322 m². Es beherbergt neben der Parkverwaltung, Shops, Restaurants, die Isamu-Noguchi-Galerie und ein Atrium, das für Veranstaltungen genutzt wird.
Meerfontäne
Im Zentrum des Parks befindet sich eine kreisrunde Fontäne, die von japanischen Lärchen umgeben ist. Sie ist so konstruiert, dass das Wasser wie Meerwasser mit Gicht aus der Fontäne schießt. Der Durchmesser des Bauwerks beträgt 48 m zusammen mit den Lärchen insgesamt 80 m. Die Fontäne kann eine Höhe von 25 m erreichen und wird mit zwei Programmen von je 15 oder 40 Minuten betrieben. Sie ist für den Nachtbetrieb zudem beleuchtet.
Sakura no Mori (Kirschbaumhain)
Die ursprüngliche Anpflanzung von 1800 Kirschbäumen wurde auf 2600 Bäume erweitert. Das Gelände ist in sieben Parzellen gegliedert mit verschiedenen Spielgeräten.
Moere-Beach
Im Park wurde ein künstlicher Strand angelegt mit Wasserbecken und Wasserdüsen, die den Besuchern zur Benutzung zur Verfügung stehen. Die Wasserbecken besitzen eine Maximaltiefe von 45 cm.
Play Mountain
Mit dem Play Mountain wurde eine Idee Noguchis verwirklicht, die er 1993 für den Central Park erdacht hatte. Es handelt sich um einen 30 m hohen Hügel, der über 99 umlaufende Treppenabsätze erklommen werden kann.
Moere-yama
Der More-yama ist ein künstlicher Hügel der im Park durch die Aufschüttung von Schutt entstanden ist. Er ist mit 52 m Höhe der kleinste „Berg“ (yama) in Sapporo. Vom More-yama hat der Besucher eine gute Aussicht in die Innenstadt von Sapporo.
Tetra Mound
Beim Tetra Mound handelt es sich um eine Skulptur aus Stahlrohren, die mit einem Durchmesser von zwei Metern gegeneinandergstellt sind und unter denen eine kleine Erhebung ausgeschüttet wurde (siehe Abbildung). Die Oberfläche ist poliert, sodass die Farbe im Sonnenlicht changiert.
Wasserpark (Aqua plaza) und Kanal
Der Wasserpark befindet sich zwischen dem More-yama und dem Play Moud. Er ist mit Kieselsteinen gestaltet und von einem Wasserkanal durchzogen, der im Sommer zur Erfrischung der Besucher dient.
Außenbühne und Musikhalle
Die Außenbühne mit rund 20.000 m² wird für Veranstaltungen und Konzerte genutzt. Für Musikveranstaltungen steht zudem eine Musikhalle mit polierten Resonanzflächen zur Verfügung.
Sporteinrichtungen
15 Sandplätze für Tennis, eine Außen- und eine Inneneinrichtung für Baseball und Softball, dazu eine Einrichtung für Leichtathletik und Fußball.

## Galerie

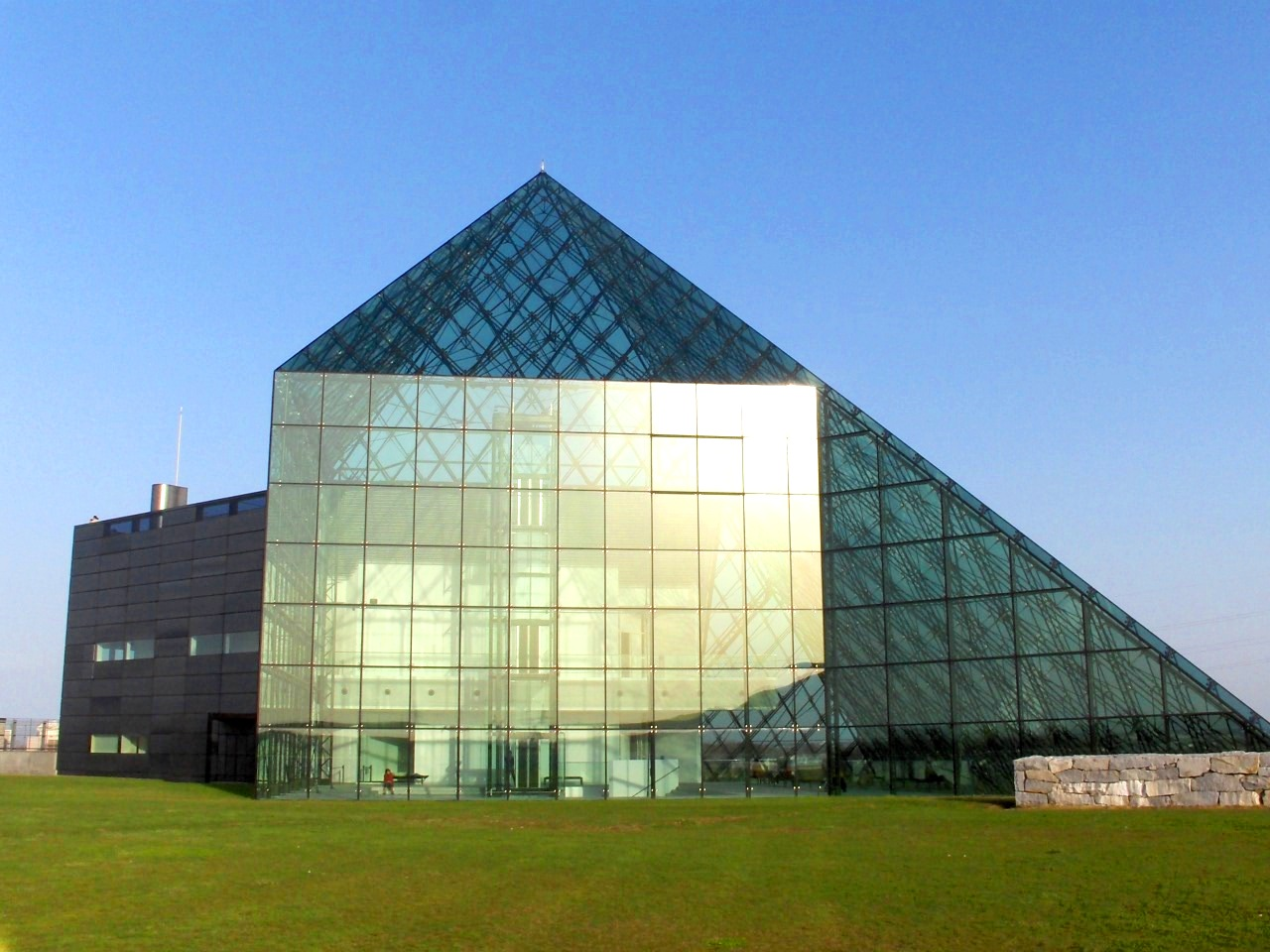
Glaspyramide HIDAMARI, 2007
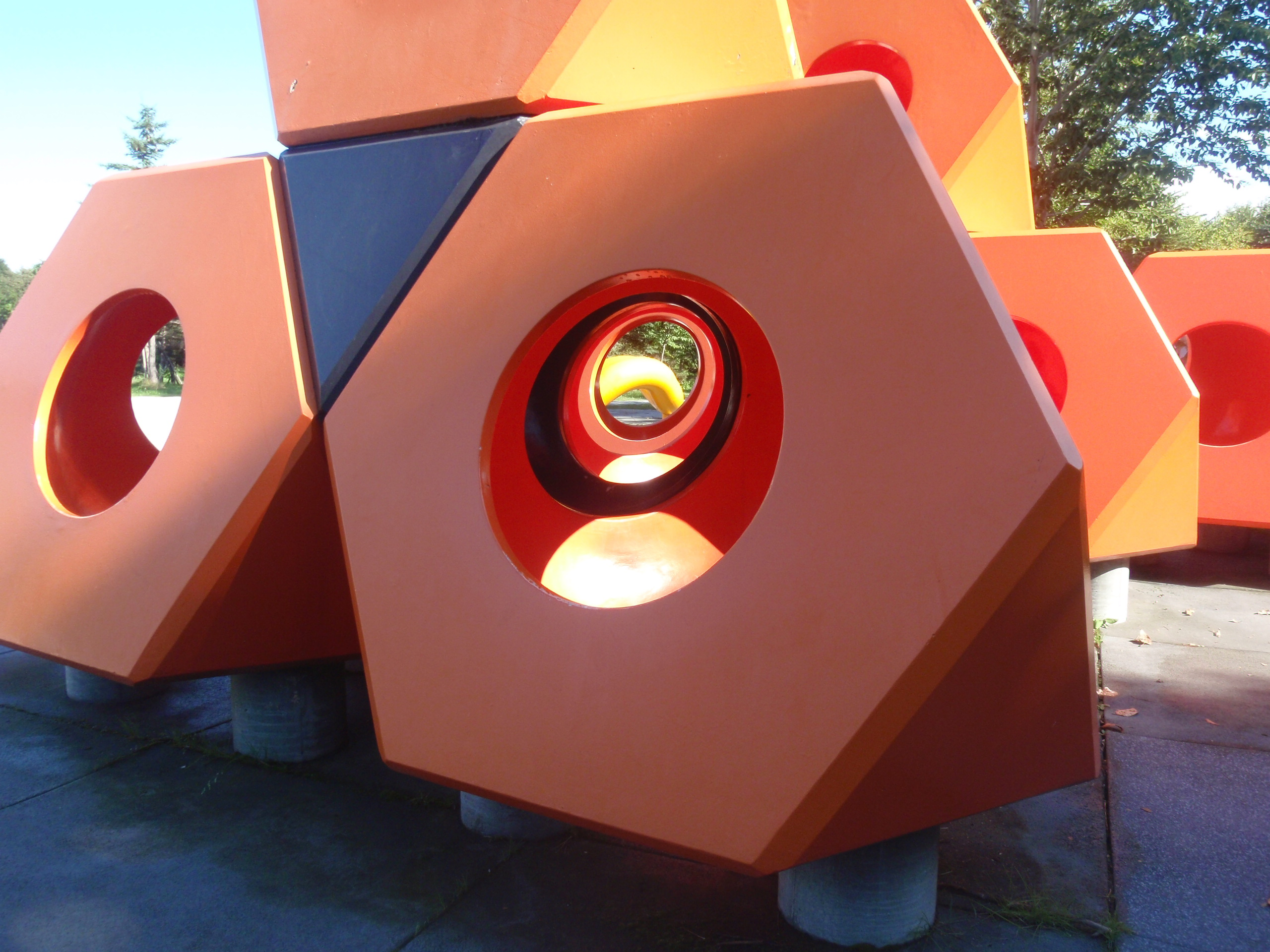
Playground Okutetora im Kirschwald, 2011
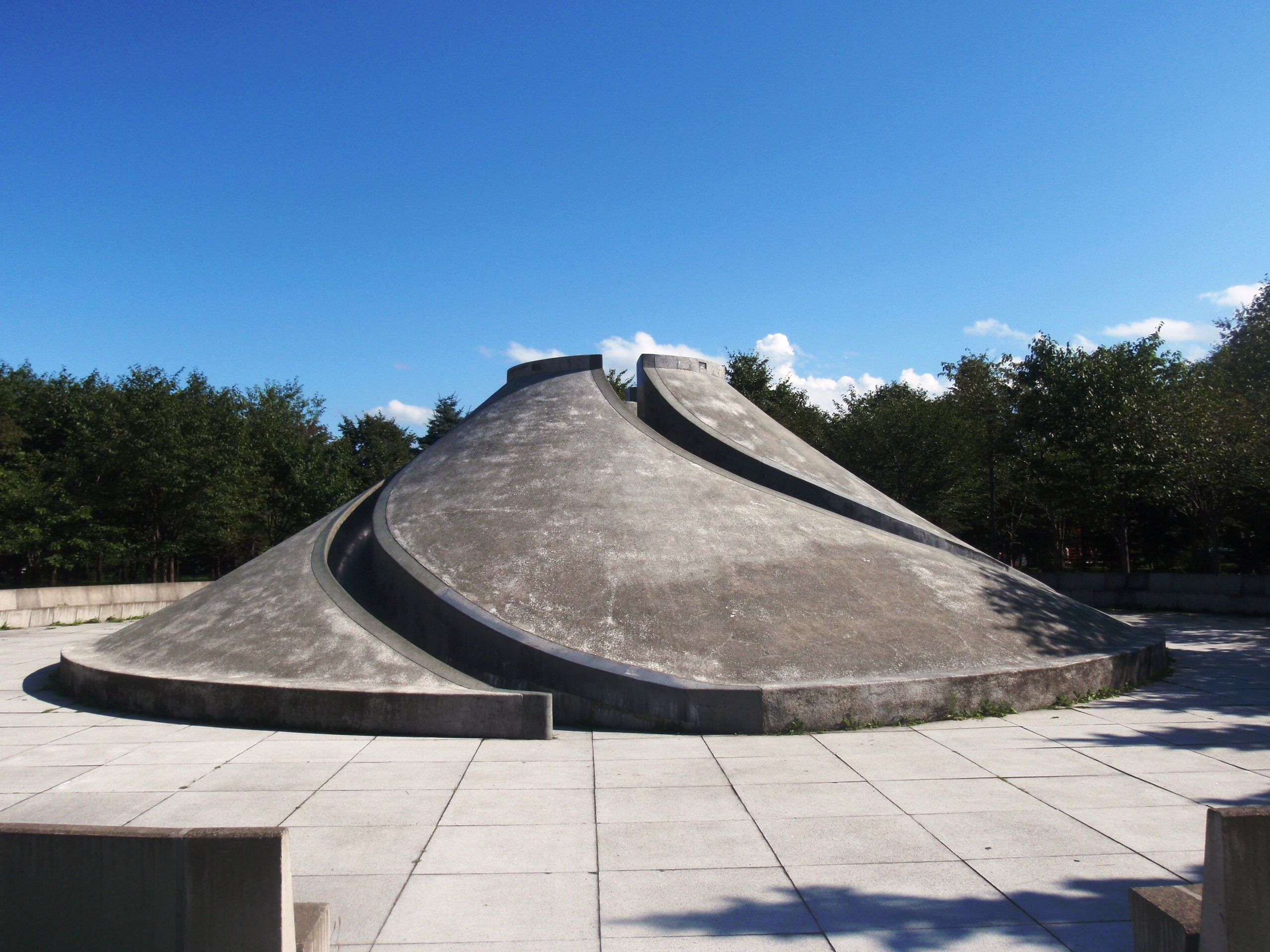
Playground Slide Mountain im Kirschwald, 2011
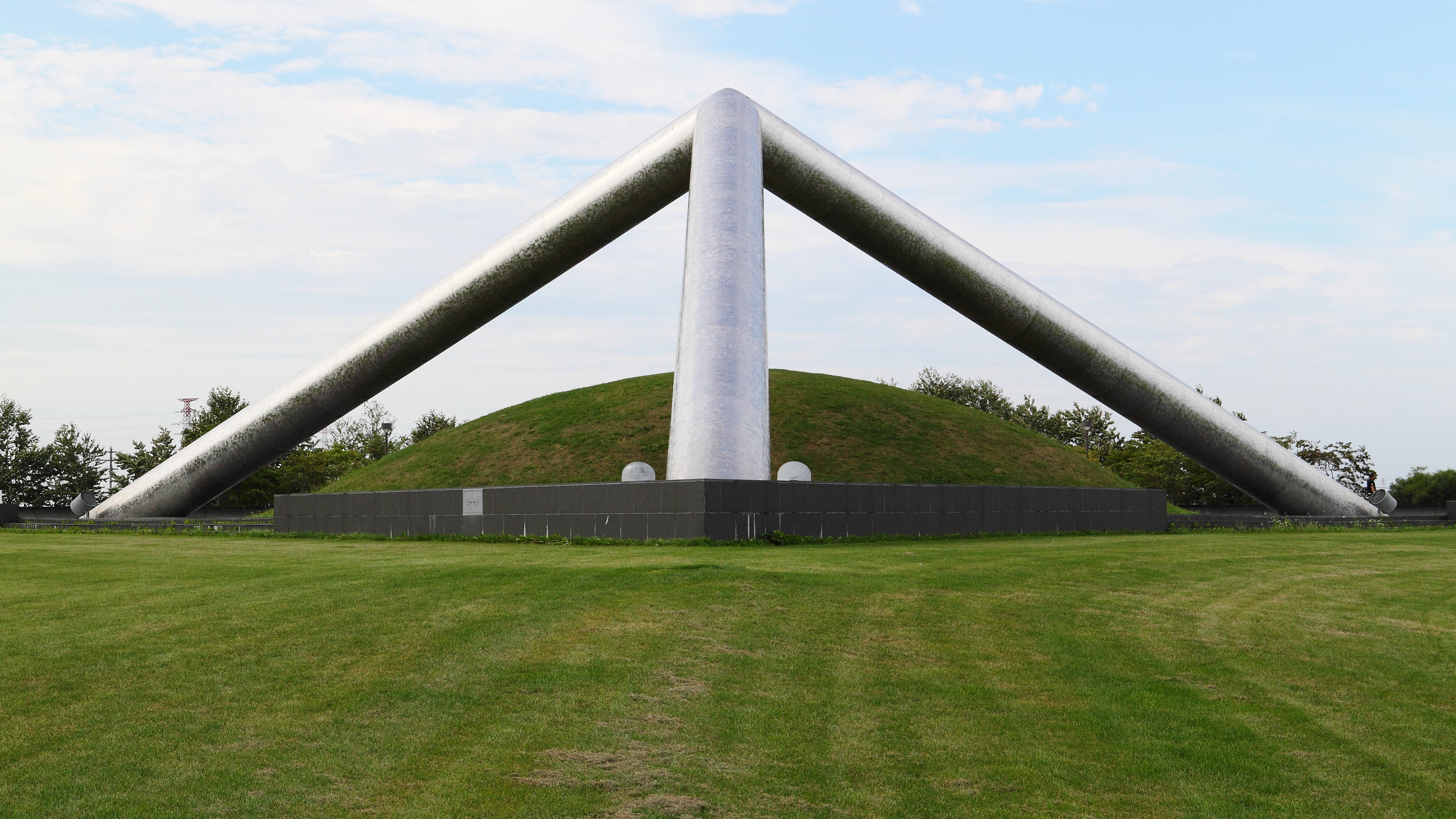
Tetra Mound, 2012

## Auszeichnungen
Der Park erhielt eine Vielzahl von Auszeichnungen, darunter:
- 1998 den Großen Preis des Bauministers
- 1998 den AACA-Preis der „japanischen Gesellschaft für architektonische Kunst und Kunstgewerbe“ (日本建築美術工芸協会, Nihon kenchikubijutsu kōgei kyōkai, Japanese Association of Artists Craftsmen and Architects)[4]
- 2002 den Good Design Award[1][5]
- 2003 Sapporo Urban Design Award[6]
- 2004 den Hokkaidō Aka Renga kenchiku-shō (北海道赤レンガ建築賞, etwa: Architekturpreis Roter Ziegel von Hokkaidō)
- 2008 den Preis der japanischen Gesellschaft für Architektur (日本建築学会賞, Nihon kenchiku gakkai-shō)

## Veranstaltungen
Zu den regelmäßigen Veranstaltungen im Morenuma-Park zählen die Illumination des Parks anlässlich der Snow Candle-Veranstaltung im Januar. Im April feiert man im Park für das Hanami-Fest. Es werden botanische Exkursionen angeboten. Die Schulen nutzen den Park für ein alljährliches Fahrradrennen im August, die Tour de Hokkaidō im September führt durch den Park u. v. m.

### Trivia
- Der Park wurde von Maaya Sakamoto für Aufnahmen zu ihrem sechsten Studioalbum Kazeyomi genutzt.
- Im Moerenuma-Park wurde Teile des Films Leonie von Hisako Matsui gedreht. Der Film handelt von der amerikanischen Journalistin Léonie Gilmour, aus deren Ehe mit dem japanischen Schriftsteller Yone Noguchi der Architekt des Parks Isamu Noguchi hervorging.[7]

## Anmerkung
1. ↑  Die Gesamtfläche beträgt 189 ha. Die tatsächlich genutzte offizielle und umgrenzte Parkfläche beträgt 104 ha.